# UFC on ESPN: Brunson vs. Holland
UFC on ESPN: Brunson vs. Holland (även UFC on ESPN 21, och UFC Vegas 22) var en MMA-gala anordnad av UFC. Den ägde rum 20 mars 2021 vid UFC APEX i Las Vegas, NV, USA.

## Bakgrund
Huvudmatchen var en mellanviktsmatch mellan Derek Brunson och Kevin Holland.

## Ändringar
Den före detta welterviktsmästaren i EFC och KWS Dricus du Plessis var tänkt att möta Trevin Giles vid galan. du Plessis tvingades dock dra sig ur matchen på grund av viseringsproblem och ersattes av den obesegrade georgiern Roman Dolidzea.
Vid invägningen fick en match mellan Invicta FC:s före detta bantamviktsmästare Julija Stoliarenko och Julia Avila strykas då Stoliarenko visserligen klarade vikten, men svimmande när hon stod vid vågen.
Gregor Gillespie och Brad Riddell var tänkta att mötas i lättvikt, men efter invägningen fick matchen strykas av covid-19-relaterade orsaker.

### Invägning
Vid invägningen strömmad via Youtube vägde utövarna följande:
1. ↑  Matchen ströks efter att Stoliarenko svimmat under invägningen'"`UNIQ--ref-00000003-QINU`"'
2. ↑  Strader missade vikten, och fick böta 20 % av sin purse till motståndaren'"`UNIQ--ref-00000005-QINU`"'
3. ↑  Matchen ströks efter invägningen av covidrelaterade orsaker'"`UNIQ--ref-00000007-QINU`"'

## Resultat

### Bonusar
Följande MMA-utövare fick bonusar om 50 000 USD vardera:
- Fight of the Night: Ingen utdelad
- Performance of the Night: Max Griffin, Adrian Yanez, Grant Dawson och Bruno Gustavo da Silva